# شهداء الحادي والعشرين من آب 1915
في آخر سنوات العهد العثماني في بلاد الشام، اشتد قمع السلطة للشعب العربي، فقام جمال باشا السفاح أحمد بمحاكمة نخبة من العرب المثقفين الداعين إلى الإصلاح أمام ديوان الحرب العرفي في عاليه، فحكم عليهم بالإعدام وعلقهم على أعواد المشانق في بيروت صباح 21 آب 1915، وهم:
- عبد الكريم محمود الخليل: من مواليد الشياح في بيروت عام 1886، مؤسس المنتدى الأدبي، خريج مدرسة الحقوق.
- عبد القادر الخرسا: ولد في حي القيمرية الدمشقي عام 1885، كان يؤمن بالقومية العربية، وقد هتف بها ساعة تنفيذ إعدامه.
- نور الدين بن الحاج زين القاضي: ولد في بيروت 1884، وقد استولت السلطات على مراسلات ورد فيها اسمه، فسيق إلى الديوان العرفي الحربي في عاليه، ونال تعذيباً وتنكيلاً في السجن قبل إعدامه.
- سليم أحمد عبد الهادي: ولد في نابلس عام 1870، خُدع بوعود جمال باشا فاستسلم له، وأخذ من جنين، وسيق إلى عاليه، وكان نصيبه الشنق في اليوم التالي.
- محمود محمد نجا عجم: ولد في بيروت عام 1879، واستقبل موته باسماً هادئاً، وكانت آخر كلمات قالها بتحد: «روحي فداء لعروبة بلادي، واستقلالها، عشت شريفاً وأموت شريفاً».
- مسلم عابدين: ولد في حي سوق ساروجة في دمشق عام 1898، صحفي لامع، أصدر جريدة دمشق التي استمرت سبعة أشهر وكانت منبراً للأدباء، كتب في وصيته المؤثرة أن يدفن في دمشق، وقد سامح من وشى به والذي كان سبب إعدامه.
- نايف تللو: ولد في دمشق 1885، عمل صحفياً مراسلاً لجريدة المقتبس، كتب العديد من المقالات الوطنية والحماسية، وقد آثر الموت بإباء وشمم دون أن يعرض غيره للهلاك، وكان صابراً متجلداً، رغم ما لقيه من عذاب وتنكيل.
- صالح أسعد حيدر: ولد في بعلبك عام 1884، سلمه عمه إلى جمال باشا، فكان نصيبه الإعدام، وكانت آخر كلماته: «نموت ولتكن جماجمنا أساس الاستقلال العربي». أمر جمال باشا بنفي أسرته إلى الأناضول.
- علي محمد الأرمنازي: ولد في حماة عام 1894، أصدر جريدة نهر العاصي 1912، والتي امتلأت بمقالات تطالب صراحة بالاستقلال والحرية، سأله جمال باشا عما يعرفه عن عبد الكريم الخليل فقال لا أعرفه، ولكن أعرف عبد الكريم الذي كان صديقاً لدولتكم، فاستشاط الباشا غضباً لهذا الجواب.
- محمد المحمصاني: ولد في بيروت 1888، حائز على دكتوراه في الحقوق من جامعات فرنسا، ألف كتاباً بعنوان «الفكرة الصهيونية»، عرف عنه الصبر والجلد والتسامي، وصله وهو في السجن أن أهله في حزن عظيم، فأجاب: قولوا لهم «بألا تقلقهم الحوادث ولا تضعفهم الكوارث، فالإنسان يُعرف وقت المصائب.
- محمود المحمصاني: ولد في بيروت عام 1884 وتخرج في مدرسة بيروت، وكان يتقن اللغات العربية والتركية والفرنسية، عمل موظفاً في مصلحة البرق. قال عند وفاته: «كنت أقرأ في السجن كتاباً يتحدث عن شقيقين قتلا في سبيل تحرير إيطاليا، وقال لأخيه وهو يودعه: عسى أن نكون كلانا من محرري بلاد العرب».

حاول بعض المقربين لدى جمال باشا السفاح التوسط للعفو عن أحد الأخوين لتخفيف فجيعة أسرتهما، لكنه رفض وأعدمهما في لحظة واحدة، وكان الهدف من ذلك واضحاً، وهو التخلص من القوميين العرب الذين كانوا يطالبون بحق العرب في الحرية والاستقلال.
كانت عملية الإعدام هذه مقدمة لإعدام شمل 21 رجلاً في السادس من أيار 1916.